# Ernesto López
Ernesto López Fernández (Puerto Real, c. 1869-Madrid, 1923), conocido también por el seudónimo Claudio Frollo, fue un escritor y periodista español.

## Biografía
Habría nacido en la provincia de Cádiz hacia finales de la década de 1860. Conocido por el seudónimo «Claudio Frollo», participó en publicaciones periódicas como El País, ABC, El Liberal, Heraldo de Madrid, El Universo, El Progreso, España Nueva, El Mundo y Vida Nueva. Publicó una Antología de las Cortes de 1846 á 1854 (Madrid, 1912). Próximo inicialmente a Alejandro Lerroux, ambos acabarían enemistándose. Falleció el 23 de julio de 1923 en Madrid y fue enterrado en el cementerio de la Almudena.
En palabras de Alejandro Sawa en sus Iluminaciones en la sombra:

Ese hombre del septentrión de Europa nació en el extremo meridional de España, en Cádiz, país blanco y rosado, país dulce, que ha sido cuna de los más fuertes varones de acción que se han soliviantado por la causa de la Revolución en España; dulce y fosca tierra de Salvochea, de Ramón Cala, de Paúl y Ángulo, benéfica y terrible como una colmena; y
no niega con sus arrogantes hechos verbales Claudio Frollo su tradición ambiente y ancestral.
Alejandro Sawa, Ilustraciones en la sombra, 1910.